# Demokratietheorie
Theorien der Demokratie werden seit der griechischen Antike in verschiedener Form und Absicht entwickelt und dienen sowohl der Beschreibung als auch der Beurteilung demokratischer (und nichtdemokratischer) politischer Ordnungen. Demokratietheorien werden vor allem in der Politischen Theorie und Ideengeschichte innerhalb der Politikwissenschaft untersucht.
Theorien bestehen aus Begriffssystemen, Definitionen und überprüfbaren Aussagen, die der Beschreibung, Erklärung und gegebenenfalls auch Vorhersage der Realität dienen. Empirisch-analytische Demokratietheorien wollen das Entstehen und Bestehen von Demokratie erklären, während deskriptive Theorien sich auf eine wertneutrale Beschreibung des Ist-Zustandes beschränken. Normative Demokratietheorien haben darüber hinaus den Anspruch, bestehende Strukturen zu bewerten und einen Soll-Zustand zu beschreiben.

## BegriffsklärungDemokratie
Den wesentlichen Gehalt von Demokratie ergibt ein begriffsgeschichtlicher Rückblick. Das Wort wurde bereits in der griechischen Antike geprägt und kommt von Demos (= Volk, Volksmasse, Vollbürgerschaft) und kratein (= herrschen, Macht ausüben). Beides zusammen ergibt etwa Volksherrschaft oder Herrschaft der Vielen, bedeutet also Machtausübung durch den demos. Mit Volk ist dabei das Staatsvolk gemeint, nicht eine ethnische Zugehörigkeit.
Eine solche Herrschaft ist mit Lincolns berühmter Gettysburg-Formel von 1863 beschrieben: „government of the people, by the people, for the people.“ Als legitim erachtete demokratische Herrschaft geht also vom Staatsvolke aus (of), wird durch dieses (direkt oder indirekt) ausgeübt (by) und soll dem Anspruch nach im Interesse und somit zum Nutzen dieses demos sein (for).
Die meisten Definitionsversuche stellen jeweils einen der vielen Aspekte von Demokratie in den Mittelpunkt: Volkssouveränität, Gleichheit, Partizipation, Mehrheitsherrschaft, Toleranz, Herrschaftskontrolle, Grundrechte, Gewaltenteilung, Rechtsstaatlichkeit, Wahlen, Pluralismus u. v. a.

## Geschichte

### Der vormoderne Demokratiebegriff
Die Begründung der Demokratie war eine Errungenschaft der griechischen Antike, die attische Demokratie war die erste auf die Breite der Bevölkerung gestützte Staatsform. Eine systematische Theorie der Volksherrschaft oder der Volkssouveränität brachte man in Athen jedoch trotzdem nicht hervor, wenngleich die literarischen und künstlerischen Werke Platons, Aristoteles’, Thukydides’ oder auch Aischylos’ – wie auch inschriftliche Zeugnisse – durchaus beweisen, dass man sich der Besonderheit und der Funktionsprinzipien der eigenen Herrschaftsform bewusst war.
| Anzahl der Herrschenden | Gemeinwohl   | Eigennutz  |
| Einer                   | Monarchie    | Tyrannis   |
| Einige                  | Aristokratie | Oligarchie |
| Viele                   | Politie      | Demokratie |

Bis zur Französischen Revolution war Demokratie allerdings lediglich Beispiel einer möglichen Staatsform. Der Begründer der politischen Philosophie, Platon, beschreibt in seiner Politeia die gemäßigte Aristokratie und die konstitutionelle Monarchie als beste Staatsform und setzt an zweiter Stelle die Nomokratie (Herrschaft der Gesetze). Die Demokratie seiner Zeit lehnt er ab, da sie nicht dem menschlichen Wesen entspreche und voll von Unordnung sei.
Auch sein Schüler Aristoteles rechnet in seiner „Politik“ die Demokratie in seiner Sechser-Typologie zu den drei entarteten Staatsformen. Er unterscheidet in dieser, wie viele Personen herrschen und ob gut (d. h. der Natur der Herrschaft gemäß) regiert wird. Die guten Staatsverfassungen haben dabei das Wohl aller im Auge (Monarchie – Alleinherrschaft, Aristokratie – Herrschaft der Besten, Politie – Herrschaft der vernünftigen Gesellschaftsmitglieder), die entarteten dagegen nur ihren Eigennutz (Tyrannis, Oligarchie, Demokratie). Diese Einordnung diente über nahezu zwei Jahrtausende als Grundlage für eine ablehnende Haltung in Bezug auf die Idee der Volksherrschaft, wobei jedoch übersehen wurde, dass die von Aristoteles favorisierte Politie viele Elemente des heutigen, positiven Verständnisses von Demokratie enthält und sein Denken im Allgemeinen nicht schlicht anti-demokratisch geprägt war, wie das etwa seine „Summierungsthese“ zeigt.
Darüber hinaus lieferte Aristoteles eine differenziertere Theorie der Demokratie und ihrer Formen im Rahmen seiner so genannten zweiten Staatsformenlehre.
Den politischen Denkern der Vormoderne galt die Demokratie, ganz entgegen den Erfahrungen, die man etwa in Athen gemacht hatte, schlicht als instabile Regierungsform (vgl. etwa bei Thomas Hobbes). Auch wirkte sich die zentrale Stellung des christlichen Naturrechts im politischen Denken des Mittelalters zuungunsten demokratischen Gedankenguts aus, da der geordnete weltliche Staat die streng hierarchische Struktur der göttlichen Weltordnung nachzuahmen hatte (so etwa bei Thomas von Aquin).

### Begriffsaufwertung im Gefolge der Aufklärung und der Französischen Revolution
Vor, während und nach der Französischen Revolution stieg der Grad der Alphabetisierung bedeutend, so dass die seit dem 17. Jahrhundert in Intellektuellenkreisen diskutierten liberalen und demokratischen Ideen von breiten Bevölkerungskreisen rezipiert werden konnten. Neben dem Entstehen der ersten politischen Ideologien der neuen politisch-sozialen Bewegungen führte dies auch zu einer positiveren Bewertung von Demokratie. Demokratie war nun nicht mehr bloße Staatsform, sondern drückte auch das Verlangen nach bürgerlich-liberaler Autonomie und Mitbestimmung, sowie zunehmend auch nach sozialer Gleichheit aus. Die Forderung nach politischer Gleichheit konzentrierte sich insbesondere auf das Wahlrecht. Von der Antike bis ins frühe 20. Jahrhundert zählte nur ein kleiner Teil der männlichen Bevölkerung zum stimmberechtigten demos. Frauen, Sklaven, Menschen ohne eigenen Grundbesitz oder auch Fremde (z. B. auch Aristoteles in der Athener Polis) durften, damals ganz „selbstverständlich“, nicht mit abstimmen. Eine der wichtigsten Theorien über Herrschaft, Gewaltenteilung und Bürger-, Staats- und Völkerrecht legte der Aufklärer Montesquieu vor. Seine Arbeiten gelten als eine der Grundlagen späterer Demokratietheorien.

## Kategorisierung von Demokratietheorien: „empirisch“ vs. „normativ“
Empirische Theorien wollen zeigen, was Demokratie ist, normative Theorien, was Demokratie sein soll. Mit einer solchen Unterscheidung werden meist noch weitere Zuschreibungen verbunden.
Empirische Demokratietheorien haben danach meist einen schwachen Demokratiebegriff, treten für das Prinzip der Repräsentation und eher geringe Beteiligung der Bürger ein. Sie haben zudem häufig eine pluralistische Gesellschaftsauffassung.
Normative Theorien hingegen proklamieren einen anspruchsvollen, starken Demokratiebegriff („starke Demokratie“, Benjamin Barber) und greifen eher auf Formen starker, direkter Bürgerbeteiligung zurück. Gesellschaft wird zumindest in einigen dieser Theorien als „identitär“ im Sinne des Kommunitarismus, als demokratische Wertegemeinschaft aufgefasst.
Diese Trennung gilt keineswegs absolut, normative Theorien entstehen selbstverständlich aus tatsächlicher Erfahrung und enthalten empirische „Stützpfeiler“, empirische Theorien enthalten trotz meist entgegengesetzter Rhetorik normative Grundannahmen. Zu analytischen Zwecken ist die Unterscheidung aber dennoch sinnvoll.

### Empirische Demokratietheorien
Beispiele für empirische Demokratietheorien umfassen mit den Federalist Papers und den Betrachtungen Alexis de Tocquevilles zunächst Konzeptionen, die in Auseinandersetzung mit dem realen System der jungen USA entstanden. Sie sind demnach auch eher praxisorientiert und haben im ersten Fall journalistische, im zweiten Fall durchaus literarische Ausprägung.
Eine weitere Kategorie bilden minimalistische Theorien oder Elitentheorien, wie sie zunächst von Max Weber und Joseph Schumpeter, später ökonomisch ausgearbeitet von Anthony Downs in seinem Werk An Economic Theory of Democracy oder neueren Datums von Adam Przeworski vorliegen. Die einzige Möglichkeit demokratischer Teilhabe, der einzige „demokratische Vorgang“ besteht hier in der Wahl der Führung. Elitetheoretischen Traditionen entstammende Standardmodelle liberaler Demokratie legen Effizienzkriterien an, die auf die Stabilität des Bestehenden hinauslaufen. Es geht ihnen nicht um die demokratische Form des Inputs, sondern die empirische Demokratietheorie „ist heute output-orientiert und zielt in ihren theoretischen Bemühungen vor allem darauf, den Rationalitätsgrad dieses Outputs zu erhöhen.“
Weitere empirische Demokratietheorien firmieren unter dem breiten Label Pluralismus, so etwa die Auffassungen von Ernst Fraenkel oder auch Robert Dahl (Polyarchie). Dort wird in erster Linie die Konkurrenz zahlreicher (pluraler) gesellschaftlicher Interessen um politischen Einfluss thematisiert.
Die Demokratietheorie Karl Poppers und des kritischen Rationalismus definiert Demokratie über die sozialen Institutionen und die sozialen Traditionen einer Gesellschaft. In einer Demokratie gibt es soziale Institutionen, durch die die Beherrschten ihre Herrscher ohne Gewaltanwendung absetzen können. Die sozialen Traditionen einer Demokratie stellen sicher, dass die Machthaber diese Institutionen nicht einfach zerstören können. Staaten, die keine derartigen Institutionen besitzen, bezeichnet Popper als Tyrannei oder Diktatur.
Schließlich finden sich auch unter systemtheoretischer Perspektive demokratietheoretische Überlegungen. Hier ist in erster Linie der Name Niklas Luhmanns zu nennen, der Demokratie zumindest dem Anspruch nach von jeglicher Normativität entkleidet und so im Rahmen seiner universalen Theorie sozialer Systeme eine „utopieferne“, wirklich empirische Demokratietheorie zu schaffen sucht.

### Normative Demokratietheorien
siehe: Legitimation
Ein wichtiger Grundgedanke der Demokratie findet sich im 18. Jahrhundert, dem Zeitalter der Aufklärung: Die Ordnung der politischen Gemeinschaft soll sich auf die Gleichberechtigung ihrer Mitglieder gründen. Daher muss jeder Bürger mit seiner Stimme an den politischen und rechtlichen Entscheidungen dieser Gemeinschaft teilhaben (one man one vote). Auf diesem Wege sollen alle in einem freien Wettbewerb der Überzeugungen auch über die Fragen des Rechts und der Gerechtigkeit mitbestimmen. Diesem Leitbild der Demokratie entspricht im Wesentlichen auch Rousseaus Konzeption der Volkssouveränität und der 'Volonté Générale' (identitäre Demokratietheorie). Auf ihn gehen viele der nachfolgenden Demokratietheorien zurück.
Der moderne Theoretiker, der sich wohl am direktesten auf den Vordenker der Aufklärung Rousseau beruft, ist der Amerikaner Benjamin Barber mit seinem Konzept der „starken Demokratie“. Neben der theoretischen Rechtfertigung direkter Demokratie und „demokratischer Wertegemeinschaft“ macht Barber konkrete Vorschläge, wie seine Theorie in die Praxis umgesetzt werden könnte.
Eine andere starke Strömung bildet die deliberative Demokratie, die in Deutschland besonders von dem Philosophen Jürgen Habermas angeschoben wurde. Ihr geht es darum, politische Entscheidungen an öffentliche Meinungen anzubinden, die durch rationale Diskussion („Deliberation“) zustande gekommen sind. Habermas hat zahlreiche Nachahmer und Weiterer gefunden, in Deutschland etwa Rainer Schmalz-Bruns („Reflexive Demokratie“).
Außerdem existieren in diesem Sektor auch feministische Demokratietheorien, die von einer vorherrschenden sozialen und wirtschaftlichen Benachteiligung von Frauen ausgehen und die Demokratisierung immer weiterer gesellschaftlicher Sphären fordern, etwa der Arbeitswelt und nicht zuletzt der Privatsphäre. Wichtige Vertreterinnen sind Anne Phillips oder Iris Marion Young.

## Sozialwahltheorie
Für die theoretische Analyse demokratisch verfasster Gesellschaften haben modelltheoretische Untersuchungen eine zunehmende Bedeutung gewonnen. Dabei wird ein theoretisches Modell des politischen Prozesses entworfen, in dem verschiedene Annahmen gemacht werden:
- zu den von der Verfassung vorgegebenen Institutionen und Normen (Regierung, Parlament, Wahlrecht etc.),
- zu den verschiedenen Arten von Akteuren (Wähler, Parteien, Berufspolitiker etc.),
- zum Verhalten der Akteure (die Wähler wählen diejenige Partei, deren Programm ihren wirtschaftlichen Interessen am besten entspricht, die Parteien wollen die Wahlen gewinnen, die Politiker wollen Regierungsämter erlangen etc.).

Hinzu kommen weitere Annahmen z. B. über Informations- und Entscheidungskosten.
Aus diesen hypothetischen Annahmen lassen sich nun bestimmte Resultate ableiten. So hat Downs aus seinem Modell abgeleitet, dass sich bei der Konkurrenz um eine regierungsfähige Mehrheit zwei große Parteien oder politische Lager herausbilden, die sich in ihrer Programmatik in Richtung auf den „mittleren“ (medianen) Wähler annähern (siehe Medianwählertheorem).
Modelltheoretische Untersuchungen gibt es auch auf dem Gebiet der Koalitionsbildung. Hier spielt der Condorcet-Sieger eine wichtige Rolle, die sich bei rationalem Verhalten aller Beteiligten immer durchsetzt.
Modelltheorien können – wie bei Downs – zur Erklärung von empirisch festgestellten Eigenschaften demokratischer Systeme dienen. Sie können jedoch auch eine normative Verwendung finden. Wenn sich aus dem Modell wünschenswerte Resultate ergeben – wie z. B. die Durchsetzung der Mehrheitsalternative – ist das ein Argument, um in der politischen Realität diejenigen Bedingungen herzustellen, die im Modell angenommen wurden.

## Demokratietheorie auf internationaler Ebene
Vertreter, die sich mit Demokratie auf internationaler Ebene beschäftigen, lassen sich schwierig in dieses Schema einordnen. Auch dort gibt es eher „empirische“ und eher „normative“ Ansätze. Zu ersteren gehört unter anderen Fritz Scharpf, der im Spannungsfeld zwischen den Polen Utopie und Anpassung (so der Titel seines demokratietheoretischen Grundlagenwerkes) einen Zwischenweg sucht. Während sich Scharpf stark auf Demokratie innerhalb der Europäischen Union konzentriert, weitet David Held demokratisches Regieren weltweit und interkulturell aus, und spricht von einer „kosmopolitischen Demokratie“. Mit einem derart universalistischen Anspruch gehört Held (zusammen mit dem teilweise utopisch argumentierenden Daniele Archibugi) zu den „normativen“ Vertretern international ausgerichteter Demokratietheorie.
Jens Peter Paul untersuchte in seiner Dissertation (erschienen 2007) die deutsche Entstehungsgeschichte des Euro und ihre demokratietheoretische Qualität.

## Transkulturelle Demokratietheorie
Die vergleichende Demokratieforschung geht bisher zumeist von einem weltweit vergleichbaren Verständnis des Demokratiebegriffs aus. So wird in großen Bevölkerungsumfragen, insbesondere im World Values Survey ein Begriff von Demokratie zugrunde gelegt, der auf das liberale Demokratieverständnis von Robert Alan Dahl zurückgeht. Innerhalb der transkulturellen politischen Theorie wird die Annahme eines vergleichbaren Demokratieverständnisses infrage gestellt. Mit Bezug auf empirische Daten aus dem Global-Barometer-Project, in der die Bedeutung des Demokratiebegriffs in einer offenen Fragestellung abgefragt wird, argumentieren die Vertreter dieser Forschungsrichtung, dass sich Demokratieverständnisse abhängig von kulturellen Kontextbedingungen, aber auch von sprachlichen Unterschieden weltweit voneinander unterscheiden. Sophia Schubert stützt sich beispielsweise mit ihrem Argument auf empirisch nicht eindeutige Befunde, die sowohl auf eine gewisse Universalität, aber auch auf eine Pluralität und auf eine Hybridität bei der Bedeutungszuschreibung des Demokratiebegriffs hinweisen. Studien zum Demokratiebegriff in China belegen ein vom westlichen völlig verschiedenes Verständnis von Demokratie. Innerhalb von Bevölkerungsumfragen geben 70 % der Bevölkerung an, mit der Demokratie, in der sie leben, zufrieden zu sein. Laut Freedom House handelt es sich bei China allerdings nicht um ein demokratisches System. Demnach ist es fragwürdig, den Demokratiebegriff in der vergleichenden Forschung als universal vorauszusetzen. Um die Universalismus-Problematik methodisch zu relativieren, schlagen die Autoren der transkulturellen Demokratieforschung vor, qualitative Methoden in das Forschungsdesign der vergleichenden Forschung zu integrieren. Auf diese Weise werde der lokale Kontext und die Bedeutungsunterschiede in den verschiedenen Sprachen mit berücksichtigt.

## Zur Legitimation
Vittorio Hösle weist darauf hin, dass die Legitimation eines Verfassungsstaates außerhalb, gewissermaßen vor seiner eigenen Reichweite liegt. „Jedes Staatsrecht setzt eine Verfassung voraus – die Frage was eine Verfassung legitimiert kann es mit seinen Mitteln ebenso wenig beantworten, wie die Mathematik ihre Axiome mathematisch rechtfertigen kann. […] Dass die Konstituante (= verfassungsgebende Versammlung), die die Verfassung erarbeitet hat, aus allgemeinen Wahlen hervorgegangen ist, kann ihre Arbeit vielleicht moralisch rechtfertigen; es kann zu einer sozialen Legitimität ihres Ergebnisses führen; aber für eine juristische Verfassungsdoktrin ist dieser Sachverhalt irrelevant.“ Die Legitimation für die Existenz eines Staates und seiner jeweiligen Verfassung, zum Beispiel einer demokratischen, kann daher nur von Seiten der Philosophie kommen.
John David Garcia bringt eines der vielen, auch von der Medienberichterstattung gestärkten, Missverständnisse über demokratische Herrschaft zum Ausdruck: „Es ist eine grausame Form von Selbstbetrug zu glauben, dass Entscheidungen, die durch eine große Mehrheit erreicht wurden, automatisch ethisch und richtig wären.“ Vielmehr gehen moderne Demokratietheorien von einer pluralistischen Gesellschaft aus, in der die politischen (Mehrheits-)Entscheidungen sich als ein möglicher Kompromiss der vielen verschiedenen (legitimen) Einzelinteressen ergeben.

## Wichtige Denker der Demokratietheorie
- Antike: Herodot – Platon – Aristoteles – Cicero
- Mittelalter und frühe Neuzeit: Aurelius Augustinus – Thomas von Aquin – Marsilius von Padua – Giovanni Pico della Mirandola – Niccolò Machiavelli – John Locke
- Moderne: Charles de Montesquieu – Jean-Jacques Rousseau – Alexander Hamilton – James Madison – John Jay – Alexis de Tocqueville – John Stuart Mill – Abraham Lincoln
- Gegenwart: Max Weber – Hans Kelsen – Joseph Schumpeter – Karl Popper – Giovanni Sartori – Harold Laski – Ernst Fraenkel - Hannah Arendt – Ralf Dahrendorf – Anthony Downs – Mancur Olson – John Rawls – Niklas Luhmann – Jürgen Habermas – Ingeborg Maus – Claus Offe – Fritz W. Scharpf – Benjamin R. Barber – Iris Marion Young – Johannes Heinrichs – Robert Alan Dahl – Arend Lijphart

### Aufsätze
- Hubertus Buchstein, Dirk Jörke: Das Unbehagen an der Demokratietheorie. In: Leviathan 4/2003, S. 470–495.
- Philip Dingeldey, Dirk Jörke: Demokratie. In: Brigitta Schmidt-Lauber, Manuel Liebig (Hrsg.): Begriffe der Gegenwart. Ein kulturwissenschaftliches Glossar. Böhlau Verlag, Wien/Köln 2022, ISBN 978-3-205-21272-0, S. 49–56.
- Franz Thedieck: Demokratietheorien und Grundgesetz. In: Juristische Arbeitsblätter 12/1991, S. 345–351.

### Überblickswerke
- Peter Massing, Gotthard Breit (Hrsg.): Demokratietheorien. Von der Antike bis zur Gegenwart. Texte und Interpretationen. 8. Auflage, Bonn 2011, ISBN 978-3-89974-640-2 (Sehr übersichtlich. Knappe Textausschnitte mit ebenso knappen, aber treffenden Kommentaren).
- Dieter Oberndörfer, Beate Rosenzweig (Hrsg.): Klassische Staatsphilosophie. Texte und Einführungen. München 2000 (Das Kapitel zu Rousseau enthält die wichtigsten Textauszüge mit knapper Einleitung).
- Giovanni Sartori: Demokratietheorie. 3. Auflage, Wissenschaftliche Buchgesellschaft, Darmstadt 2006, ISBN 978-3-534-19609-8 (Standardwerk, Diskussion der zentralen Probleme im Feld Demokratie und Demokratietheorie).
- Richard Saage: Demokratietheorien. Historischer Prozess – Theoretische Entwicklung – Soziotechnische Bedingungen. Eine Einführung. Mit einem einleitenden Essay von Walter Euchner: Zur Notwendigkeit einer Ideengeschichte der Demokratie. Wiesbaden 2005, ISBN 3-531-14722-6.
- Manfred G. Schmidt: Demokratietheorien. Eine Einführung. 5. Auflage, Wiesbaden 2010, ISBN 978-3-531-17310-8 (Sowohl normativ als auch empirisch angelegtes Lehrbuch).
- Francis Cheneval: Demokratietheorien zur Einführung. Junius Verlag, Hamburg 2015, ISBN 978-3-88506-701-6.

### Beiträge wichtiger Demokratietheoretiker
- Angela Adams, Willy Paul Adams (Hrsg.): Hamilton, Madison, Jay. Die Federalist-Artikel. Paderborn 1994 (Die Federalist-Artikel in einem Band mit nützlicher Einleitung).
- Benjamin Barber: Starke Demokratie. Über die Teilhabe am Politischen. Hamburg 1994.
- Robert Dahl: Democracy and its Critics. New Haven, London 1989 (Klarste Zusammenfassung seiner demokratietheoretischen Überlegungen).
- Anthony Downs: Ökonomische Theorie der Demokratie. Tübingen 1968 (Downs in deutscher Übersetzung mit instruktiver Einleitung).
- Ernst Fraenkel: Deutschland und die westlichen Demokratien. Frankfurt am Main 1991 (Zahlreiche demokratietheoretisch wegweisende Aufsätze in diesem Sammelband. Um nur einen zu nennen: „Demokratie und öffentliche Meinung“).
- Jürgen Habermas: Faktizität und Geltung. Frankfurt am Main 1998.
- Johannes Heinrichs: Revolution der Demokratie. Eine Realutopie. Berlin 2003, 2. Auflage Sankt Augustin 2014.
- David Held: Democracy and the Global Order. From the Modern State to Cosmopolitan Governance. Cambridge 1995.
- Barbara Holland-Cunz: Feministische Demokratietheorie. Opladen 1998 (Grundlegende Einführung in Positionen der feministischen Demokratietheorie).
- Hans Kelsen: Vom Wesen und Wert der Demokratie. 2. Auflage, Tübingen 1929.
- Niklas Luhmann: Die Zukunft der Demokratie. In: Soziologische Aufklärung. 4. Opladen 1987.
- Ingeborg Maus: Zur Aufklärung der Demokratietheorie. Rechts- und demokratietheoretische Überlegungen im Anschluß an Kant. Suhrkamp, Frankfurt 1992.
- Adam Przeworski: Minimalist Conception of Democracy. A Defense. In: Ian Shapiro, Casiano Hacker-Cordon (Hrsg.): Democracy’s Value. Cambridge 1999, S. 23–55 (Da Przeworski bisher kaum ins Deutsche übersetzt wurde und da er in dieser Verteidigung seine Position sehr präzise zum Ausdruck bringt, ist dieser recht kurze Artikel zu Beginn empfehlenswert).
- Wilfried Röhrich: Herrschaft und Emanzipation. Prolegomena einer kritischen Politikwissenschaft. Duncker & Humblot, Berlin 2001, ISBN 3-428-09768-8.
- Fritz Scharpf: Demokratie in der transnationalen Politik. In: Wolfgang Streeck (Hrsg.): Internationale Wirtschaft, nationale Demokratie. Frankfurt am Main 1998, S. 151–174 (Knappe, präzise Wiedergabe der demokratietheoretischen Position Scharpfs).
- Rainer Schmalz-Bruns: Reflexive Demokratie. Baden-Baden 1995. (Versucht den Ansatz von Habermas auf eine etwas praxistauglichere Ebene zu hieven)
- Joseph Schumpeter: Kapitalismus, Sozialismus und Demokratie. 2. Auflage, München 1950 (Schumpeter im Original, zur Demokratietheorie insbesondere die Ausführungen auf den Seiten 397–450).
- Alexis de Tocqueville: Über die Demokratie in Amerika. München 1976 (Neuere Ausgabe in deutscher Übersetzung, gut zu lesen).
- Max Weber: Gesammelte Politische Schriften. 1921. Neuauflage, Tübingen 1988 (Webers demokratietheoretische Kommentare liegen nicht in konzentrierter Buchform vor. Empfehlenswert die Aufsätze „Parlament und Regierung im neugeordneten Deutschland“ sowie „Wahlrecht und Demokratie in Deutschland“ in diesem Band).
- Iris Marion Young: Das politische Gemeinwesen und die Gruppendifferenz. In: Herta Nagl-Docekal, Herlinde Pauer-Studer (Hrsg.): Jenseits der Geschlechtermoral. Frankfurt am Main 1993 (Eine der Begründerinnen feministischer Demokratietheorie untersucht den Zusammenhang zwischen Staatsbürgertum und Gendering).